# Masanobu Fukuoka
Masanobu Fukuoka (福岡 正信, Fukuoka Masanobu) (2 de fevereiro de 1913 - 16 de agosto de 2008) foi um agricultor e microbiólogo japonês, autor das obras A Revolução de uma Palha e 'La Senda Natural del Cultivo', onde apresenta suas propostas para o plantio direto assim como uma forma de cultivo alimentício conhecido como agricultura natural ou método Fukuoka.
Nos últimos 70-80 anos (desde a década de 40) utilizou o seu método para florestar zonas com tendência a desertificação. Na Tailândia, nas Filipinas, na Índia e em alguns países africanos transformou pequenas regiões desertificadas em áreas verdes. Também iniciou um projeto de reflorestamento na Grécia. Em 1988, recebeu o Prêmio Magsaysay (Prémio Nobel da Paz no Extremo Oriente) por sua contribuição para o bem da humanidade.